# هولگر گایسمایر
هولگر گایسمایر (انگلیسی: Holger Gaißmayer؛ زادهٔ ۲ ژوئیهٔ ۱۹۷۰) بازیکن فوتبال اهل آلمان است.
از باشگاه‌هایی که در آن بازی کرده‌است می‌توان به باشگاه فوتبال کیکرز اوفنباخ، باشگاه فوتبال روت وایس اهلن، باشگاه فوتبال لوکوموتیو لایپزیگ، و باشگاه فوتبال کلن اشاره کرد.